# Jungermannia kashyapii
Jungermannia kashyapii là một loài Rêu trong họ Jungermanniaceae. Loài này được S.C. Srivast., S. Srivastava & D. Sharma mô tả khoa học đầu tiên năm 2003.